# ولادیمیر شملیوف
ولادیمیر شملیوف (انگلیسی: Vladimir Shmelyov؛ زادهٔ ۳۱ اوت ۱۹۴۶) ورزشکار پنج‌گانه مدرن اهل اتحاد جماهیر شوروی سوسیالیستی بود.
وی در مسابقات کشوری و بین‌المللی در مجموع برندهٔ ۱ مدال طلا شده‌است.